# Баби (митологија)
Баби, познат и као Баба, је у древном Египту био деификовани павијан. Његово име се преводи као Бик павијана, што отприлике значи алфа мужјак свих павијана. Пошто они имају многе људске карактеристике веровало се да су они у ствари преминули преци. За алфа мужјаке се веровало да су преминули владари. На пример, Нармер је приказан у неким сликама као павијан.
Пошто су сматрали да су павијани мртви преци, Баби је сматран божанством подземља. Павијани су изузетно агресивни, па се зато Баби сматрао крволочним божанством. Сходно томе, сматрали су да прождире душе неправедних људи пошто их измери Маат и речено је да стоји поред језера ватре и да представља уништење. Пошто је суђење праведности био важан део подземља, сматра се да је Баби најстарији син Озириса, бога мртвих.
Обично је представља са ерекцијом. Бабију су се молили мушкарци да не би патили од импотенције након смрти.